# KRC Genk in het seizoen 2024/25
Deze pagina beschrijft de prestaties van voetbalclub KRC Genk in het seizoen 2024/25.

## Kern

### Spelerskern
| Nr.           | Naam                   | Nationaliteit    | Geboortedatum | Vorige club                 |
| ------------- | ---------------------- | ---------------- | ------------- | --------------------------- |
| Keepers       |                        |                  |               |                             |
| 1             | Hendrik Van Crombrugge | België           | 30-04-1993    | RSC Anderlecht              |
| 39            | Mike Penders           | België           | 31-07-2005    | Eigen jeugd                 |
| 51            | Lucca Brughmans        | België           | 27-06-2008    | Eigen jeugd                 |
| Verdedigers   |                        |                  |               |                             |
| 2             | Mark McKenzie          | Verenigde Staten | 25-02-1999    | Philadelphia Union          |
| 3             | Mujaid Sadick          | Spanje           | 14-03-2000    | Deportivo La Coruña         |
| 6             | Matte Smets            | België           | 04-01-2004    | STVV                        |
| 18            | Joris Kayembe          | België           | 08-08-1994    | Sporting Charleroi          |
| 19            | Yaimar Medina          | Ecuador          | 05-11-2004    | CSD Independiente del Valle |
| 22            | Brad Manguelle         | België           | 27-11-2007    | Eigen jeugd                 |
| 27            | Ken Nkuba              | België           | 21-01-2002    | Sporting Charleroi          |
| 34            | Adrián Palacios        | Venezuela        | 07-06-2004    | Deportivo Cali              |
| 44            | Josue Kongolo          | België           | 13-04-2006    | Eigen jeugd                 |
| 46            | Carlos Cuesta          | Colombia         | 09-03-1999    | Atlético Nacional           |
| 77            | Zakaria El Ouahdi      | Marokko          | 31-12-2001    | RWDM                        |
| Middenvelders |                        |                  |               |                             |
| 5             | Matías Galarza         | Argentinië       | 04-03-2002    | Argentinos Juniors          |
| 8             | Bryan Heynen           | België           | 06-02-1997    | Eigen jeugd                 |
| 10            | Bilal El Khannous      | Marokko          | 10-05-2004    | Eigen jeugd                 |
| 15            | Thomas Claes           | België           | 26-03-2004    | Eigen jeugd                 |
| 17            | Patrik Hrošovský       | Slowakije        | 22-04-1992    | FC Viktoria Pilsen          |
| 20            | Kos Karetsas           | België           | 19-11-2007    | Eigen jeugd                 |
| 21            | Ibrahima Bangoura      | Guinee           | 05-01-2004    | Eigen jeugd                 |
| 23            | Jarne Steuckers        | België           | 04-02-2002    | STVV                        |
| 24            | Nikolas Sattlberger    | Oostenrijk       | 18-01-2004    | Rapid Wien                  |
| Aanvallers    |                        |                  |               |                             |
| 9             | Andi Zeqiri            | Zwitserland      | 22-06-1999    | Brighton & Hove Albion      |
| 11            | Luca Oyen              | België           | 14-03-2003    | Eigen jeugd                 |
| 14            | Yira Sor               | Nigeria          | 24-07-2000    | Slavia Praag                |
| 19            | Hyeon-gyu Oh           | Zuid-Korea       | 12-04-2001    | Celtic FC                   |
| 32            | Noah Adedeji-Sternberg | België           | 19-06-2005    | Borussia Mönchengladbach    |
| 90            | Christopher Bonsu Baah | Ghana            | 14-12-2004    | Sarpsborg 08 FF             |
| 99            | Tolu Arokodare         | Nigeria          | 23-11-2000    | Amiens SC                   |

- Aanvoerder

### Staf

#### Technische staf
| Functie          | Naam               | Nationaliteit |
| ---------------- | ------------------ | ------------- |
| Coach            | Thorsten Fink      | Duitsland     |
| Assistent-coach  | Sebastian Hahn     | Duitsland     |
| Assistent-coach  | Domenico Olivieri  | België        |
| Assistent-coach  | Przemyslaw Lagozny | Polen         |
| Keeperstrainer   | Guy Martens        | België        |
| Physical coach   | Goran Kontić       | Kroatië       |
| Videoanalist     | Peter Persoons     | België        |
| Individual coach | Michel Ribeiro     | België        |
| Teammanager      | Jordi Caruso       | België        |
| Sports Scientist | Arnaud Serruys     | België        |
| Mental coach     | Stijn Quanten      | België        |

#### Medische staf
| Functie              | Naam               | Nationaliteit |
| -------------------- | ------------------ | ------------- |
| Ploegarts            | Philip Thys        | België        |
| Hoofdkinesitherapeut | Jan Theunis        | België        |
| Kinesitherapeut      | Matthias Didden    | België        |
| Kinesitherapeut      | Erwin Kelchtermans | België        |
| Osteopaat            | Jan Berx           | België        |
| Masseur              | Jacques Raymaekers | België        |
| Masseur              | Jurgen Schepers    | België        |

### Transfers

#### Zomer
| Naam                | Nationaliteit    | Van/naar           | Type         |
| ------------------- | ---------------- | ------------------ | ------------ |
| Inkomend            |                  |                    |              |
| Jarne Steuckers     | België           | STVV               | Gekocht      |
| Adrián Palacios     | Venezuela        | Deportivo Cali     | Gekocht      |
| Matte Smets         | België           | STVV               | Gekocht      |
| Hyeon-gyu Oh        | Zuid-Korea       | Celtic FC          | Gekocht      |
| Nikolas Sattlberger | Oostenrijk       | Rapid Wien         | Gekocht      |
| Uitgaand            |                  |                    |              |
| Eduard Sobol        | Oekraïne         | RC Strasbourg      | Einde huur   |
| Maarten Vandevoordt | België           | RB Leipzig         | Verkocht     |
| Rasmus Carstensen   | Denemarken       | 1. FC Köln         | Verkocht     |
| Nicolás Castro      | Argentinië       | Elche CF           | Verkocht     |
| Anouar Ait El Hadj  | België           | Union Saint-Gilles | Verkocht     |
| Alieu Fadera        | Gambia           | Como 1907          | Verkocht     |
| Mark McKenzie       | Verenigde Staten | Toulouse FC        | Verkocht     |
| Matías Galarza      | Argentinië       | Club Talleres      | Verkocht     |
| Bilal El Khannous   | Marokko          | Leicester City     | Verkocht     |
| Vic Chambaere       | België           | Union Saint-Gilles | Transfervrij |
| Aziz Ouattara       | Ivoorkust        | KV Mechelen        | Verhuurd     |

#### Winter
| Naam          | Nationaliteit | Van/naar                    | Type    |
| ------------- | ------------- | --------------------------- | ------- |
| Inkomend      |               |                             |         |
| Yaimar Medina | Ecuador       | CSD Independiente del Valle | Gekocht |
| Uitgaand      |               |                             |         |

## Uitrustingen
Shirtsponsor(s): Beobank / Carglass / ITZU / Group Bruno / Federale verzekering / CEOs 4 Climate

Sportmerk: Nike

## Oefenwedstrijden
Hieronder een overzicht van de oefenwedstrijden die KRC Genk tijdens het seizoen 2024/25 speelt.
| Datum      | Thuis/Uit | Tegenstander       | Score | Doelpuntenmaker(s) KRC Genk                |
| ---------- | --------- | ------------------ | ----- | ------------------------------------------ |
| 29-06-2024 | Uit       | RC Hades           | 1 – 4 | Arokodare (2), Adedeji-Sternberg, Ouattara |
| 06-07-2024 | Thuis     | Sporting Charleroi | 3 – 3 | Nkuba, Zeqiri, El Ouahdi                   |
| 10-07-2024 | Neutraal  | PAOK Saloniki      | 3 – 1 | (own), Steuckers, Zeqiri                   |
| 13-07-2024 | Uit       | Feyenoord          | 2 – 1 | Bonsu Baah                                 |
| 17-07-2024 | Thuis     | Go Ahead Eagles    | 1 – 2 | Arokodare                                  |
| 20-07-2024 | Thuis     | Lille OSC          | 2 – 2 | Arokodare, Bangoura                        |

## Jupiler Pro League

### Reguliere competitie

#### Wedstrijden
| Jupiler Pro League                                                                                       |                                                    |                                           |                                                             | |                                                          |
| Wedstrijddetails                                                                                         | Thuisploeg                                         | Uitslag                                   | Uitploeg                                                    | Opstelling | Kaarten                                                  |
| Heenronde                                                                                                |                                                    |                                           |                                                             | |                                                          |
| 28 juli 2024 13:30 Cegeka Arena Genk Ref.: Lothar D'hondt Toeschouwers: 18.471                           | KRC Genk                                           | 0 – 0                                     | Standard Luik                                               | Penders Sadick , Smets, Kayembe Nkuba (38' Sor), Karetsas (84' Adedeji-Sternberg), Bangoura, Fadera Steuckers (89' Oh), Arokodare (89' Zeqiri), Bonsu Baah                                      |                                                          |
| 28 juli 2024 13:30 Cegeka Arena Genk Ref.: Lothar D'hondt Toeschouwers: 18.471                           |                                                    |                                           |                                                             | Penders Sadick , Smets, Kayembe Nkuba (38' Sor), Karetsas (84' Adedeji-Sternberg), Bangoura, Fadera Steuckers (89' Oh), Arokodare (89' Zeqiri), Bonsu Baah                                      |                                                          |
| 3 augustus 2024 18:15 King Power at Den Dreef Stadion Heverlee Ref.: Wesli De Cremer Toeschouwers: 7.418 | OH Leuven                                          | 3 – 1                                     | KRC Genk                                                    | Penders Sadick , Smets, Kayembe (83' Oh) Fadera, Bangoura (46' Zeqiri), Hrošovský, Bonsu Baah Karetsas (46' Sor), Arokodare, Steuckers                                                          | 35' Bangoura 45+2' Fadera                                |
| 3 augustus 2024 18:15 King Power at Den Dreef Stadion Heverlee Ref.: Wesli De Cremer Toeschouwers: 7.418 | Maziz 22' Vlietinck 36' Thorsteinsson 85'          | 1 – 0 2 – 0 2 – 1 3 – 1                   | 62' Arokodare                                               | Penders Sadick , Smets, Kayembe (83' Oh) Fadera, Bangoura (46' Zeqiri), Hrošovský, Bonsu Baah Karetsas (46' Sor), Arokodare, Steuckers                                                          | 35' Bangoura 45+2' Fadera                                |
| 11 augustus 2024 13:30 Cegeka Arena Genk Ref.: Nicolas Laforge Toeschouwers: 18.542                      | KRC Genk                                           | 3 – 2                                     | Club Brugge                                                 | Van Crombrugge Sadick , Smets, Kongolo (64' Heynen) Nkuba (63' El Ouahdi), Sattlberger (64' Karetsas), Hrošovský, Kayembe Steuckers (90+11' McKenzie), Arokodare, Bonsu Baah (64' Sor)          | 38' Nkuba 90+12' Kayembe                                 |
| 11 augustus 2024 13:30 Cegeka Arena Genk Ref.: Nicolas Laforge Toeschouwers: 18.542                      | Steuckers 68' (pen.) Arokodare 83' Hrošovský 90+4' | 0 – 1 0 – 2 1 – 2 2 – 2 3 – 2             | 45' Skov Olsen 60' Skov Olsen                               | Van Crombrugge Sadick , Smets, Kongolo (64' Heynen) Nkuba (63' El Ouahdi), Sattlberger (64' Karetsas), Hrošovský, Kayembe Steuckers (90+11' McKenzie), Arokodare, Bonsu Baah (64' Sor)          | 38' Nkuba 90+12' Kayembe                                 |
| 17 augustus 2024 16:00 Olympisch Stadion Antwerpen Ref.: Wim Smet Toeschouwers: 4.500                    | Beerschot                                          | 3 – 4                                     | KRC Genk                                                    | Van Crombrugge Sadick , Smets, Cuesta El Ouahdi, El Khannous (69' Sattlberger), Hrošovský (80' Heynen), Kayembe Steuckers (80' Kongolo), Arokodare (90' Oh), Sor (69' Bonsu Baah)               | 76' Sadick 90+7' El Ouahdi                               |
| 17 augustus 2024 16:00 Olympisch Stadion Antwerpen Ref.: Wim Smet Toeschouwers: 4.500                    | Henderson 7' Michez 61' Tshimanga 87'              | 1 – 0 1 – 1 1 – 2 1 – 3 2 – 3 2 – 4 3 – 4 | 15' (pen.) Steuckers 30' Arokodare 40' Cuesta 64' Arokodare | Van Crombrugge Sadick , Smets, Cuesta El Ouahdi, El Khannous (69' Sattlberger), Hrošovský (80' Heynen), Kayembe Steuckers (80' Kongolo), Arokodare (90' Oh), Sor (69' Bonsu Baah)               | 76' Sadick 90+7' El Ouahdi                               |
| 30 augustus 2024 20:45 Cegeka Arena Genk Ref.: Lothar D'hondt Toeschouwers: 17.158                       | KRC Genk                                           | 1 – 0                                     | Westerlo                                                    | Van Crombrugge El Ouahdi, Smets, Sadick, Kayembe Heynen (80' Sattlberger), Karetsas (73' Bonsu Baah), Hrošovský Steuckers, Arokodare, Sor (90+3' Nkuba)                                         | 55' Karetsas                                             |
| 30 augustus 2024 20:45 Cegeka Arena Genk Ref.: Lothar D'hondt Toeschouwers: 17.158                       | Sattlberger 81'                                    | 1 – 0                                     |                                                             | Van Crombrugge El Ouahdi, Smets, Sadick, Kayembe Heynen (80' Sattlberger), Karetsas (73' Bonsu Baah), Hrošovský Steuckers, Arokodare, Sor (90+3' Nkuba)                                         | 55' Karetsas                                             |
| 14 september 2024 16:00 Jan Breydelstadion Brugge Ref.: Bert Put Toeschouwers: 4.404                     | Cercle Brugge                                      | 2 – 3                                     | KRC Genk                                                    | Van Crombrugge El Ouahdi, Smets, Sadick, Kayembe Heynen , Karetsas (72' Bonsu Baah), Sattlberger Steuckers (90+2' Adedeji-Sternberg), Arokodare (72' Oh), Sor (88' Bangoura)                    | 90+4' Kayembe                                            |
| 14 september 2024 16:00 Jan Breydelstadion Brugge Ref.: Bert Put Toeschouwers: 4.404                     | Ouattara 13' Ravych 20'                            | 0 – 1 1 – 1 1 – 2 2 – 2 2 – 3             | 1' Sor 17' Steuckers 55' Arokodare                          | Van Crombrugge El Ouahdi, Smets, Sadick, Kayembe Heynen , Karetsas (72' Bonsu Baah), Sattlberger Steuckers (90+2' Adedeji-Sternberg), Arokodare (72' Oh), Sor (88' Bangoura)                    | 90+4' Kayembe                                            |
| 17 september 2024 (1) 20:00 Lotto Park Anderlecht Ref.: Erik Lambrechts Toeschouwers: 21.900             | Anderlecht                                         | 0 – 2                                     | KRC Genk                                                    | Van Crombrugge El Ouahdi (85' Nkuba), Smets, Sadick, Kayembe Heynen (85' Bangoura), Hrošovský, Sattlberger Steuckers (71' Bonsu Baah), Arokodare (78' Oh), Sor (85' Adedeji-Sternberg)          | 71' Hrošovský 74' El Ouahdi                              |
| 17 september 2024 (1) 20:00 Lotto Park Anderlecht Ref.: Erik Lambrechts Toeschouwers: 21.900             |                                                    | 0 – 1 0 – 2                               | 37' Sadick 86' Adedeji-Sternberg                            | Van Crombrugge El Ouahdi (85' Nkuba), Smets, Sadick, Kayembe Heynen (85' Bangoura), Hrošovský, Sattlberger Steuckers (71' Bonsu Baah), Arokodare (78' Oh), Sor (85' Adedeji-Sternberg)          | 71' Hrošovský 74' El Ouahdi                              |
| 22 september 2024 18:30 Cegeka Arena Genk Ref.: Wesli De Cremer Toeschouwers: 16.858                     | KRC Genk                                           | 4 – 0                                     | Dender EH                                                   | Van Crombrugge El Ouahdi (87' Nkuba), Sadick, Cuesta, Kayembe Heynen (81' Bangoura), Karetsas (75' Hrošovský), Sattlberger Steuckers (75' Sor), Arokodare (74' Oh), Bonsu Baah                  |                                                          |
| 22 september 2024 18:30 Cegeka Arena Genk Ref.: Wesli De Cremer Toeschouwers: 16.858                     | Arokodare 23' Bonsu Baah 53' Hrošovský 76' Oh 83'  | 1 – 0 2 – 0 3 – 0 4 – 0                   |                                                             | Van Crombrugge El Ouahdi (87' Nkuba), Sadick, Cuesta, Kayembe Heynen (81' Bangoura), Karetsas (75' Hrošovský), Sattlberger Steuckers (75' Sor), Arokodare (74' Oh), Bonsu Baah                  |                                                          |
| 28 september 2024 16:00 Cegeka Arena Genk Ref.: Jasper Vergoote Toeschouwers: 16.858                     | KRC Genk                                           | 2 – 1                                     | KV Mechelen                                                 | Van Crombrugge El Ouahdi, Sadick, Cuesta (43' Smets), Kayembe Heynen , Karetsas (59' Sattlberger), Hrošovský Steuckers (59' Bonsu Baah), Arokodare (59' Oh), Sor (88' Adedeji-Sternberg)        | 57' Sadick 90+8' Oh                                      |
| 28 september 2024 16:00 Cegeka Arena Genk Ref.: Jasper Vergoote Toeschouwers: 16.858                     | Oh 76' (pen.) Oh 90+7'                             | 0 – 1 1 – 1 2 – 1                         | 60' Mrabti                                                  | Van Crombrugge El Ouahdi, Sadick, Cuesta (43' Smets), Kayembe Heynen , Karetsas (59' Sattlberger), Hrošovský Steuckers (59' Bonsu Baah), Arokodare (59' Oh), Sor (88' Adedeji-Sternberg)        | 57' Sadick 90+8' Oh                                      |
| 5 oktober 2024 18:15 Guldensporenstadion Kortrijk Ref.: Simon Bourdeaud'hui Toeschouwers: 6.486          | KV Kortrijk                                        | 2 – 1                                     | KRC Genk                                                    | Van Crombrugge El Ouahdi, Smets, Sadick, Kayembe Heynen , Sattlberger, Hrošovský (70' Karetsas) Steuckers, Arokodare, Bonsu Baah (70' Oh)                                                       | 33' Bonsu Baah                                           |
| 5 oktober 2024 18:15 Guldensporenstadion Kortrijk Ref.: Simon Bourdeaud'hui Toeschouwers: 6.486          | Ferri 16' Ferri 18'                                | 0 – 1 1 – 1 2 – 1                         | 6' Bonsu Baah                                               | Van Crombrugge El Ouahdi, Smets, Sadick, Kayembe Heynen , Sattlberger, Hrošovský (70' Karetsas) Steuckers, Arokodare, Bonsu Baah (70' Oh)                                                       | 33' Bonsu Baah                                           |
| 20 oktober 2024 13:30 Cegeka Arena Genk Ref.: Lawrence Visser Toeschouwers: 21.889                       | KRC Genk                                           | 3 – 2                                     | STVV                                                        | Van Crombrugge El Ouahdi (78' Nkuba), Smets, Sadick, Kayembe Heynen , Hrošovský, Bangoura Steuckers (84' Adedeji-Sternberg), Arokodare (85' Oh), Bonsu Baah (78' Sor)                           | 59' Smets                                                |
| 20 oktober 2024 13:30 Cegeka Arena Genk Ref.: Lawrence Visser Toeschouwers: 21.889                       | Arokodare 18' Steuckers 31' El Ouahdi 45'          | 1 – 0 2 – 0 2 – 1 3 – 1 3 – 2             | 34' Bertaccini 58' Bertaccini                               | Van Crombrugge El Ouahdi (78' Nkuba), Smets, Sadick, Kayembe Heynen , Hrošovský, Bangoura Steuckers (84' Adedeji-Sternberg), Arokodare (85' Oh), Bonsu Baah (78' Sor)                           | 59' Smets                                                |
| 27 oktober 2024 18:30 Planet Group arena Gent Ref.: Nicolas Laforge Toeschouwers: 17.020                 | AA Gent                                            | 0 – 2                                     | KRC Genk                                                    | Van Crombrugge El Ouahdi (78' Nkuba), Smets, Sadick, Kayembe Sattlberger (60' Bangoura), Hrošovský, Heynen Steuckers (78' Sor (87' Adedeji-Sternberg)), Arokodare (78' Oh), Bonsu Baah          | 69' Hrošovský 76' Arokodare                              |
| 27 oktober 2024 18:30 Planet Group arena Gent Ref.: Nicolas Laforge Toeschouwers: 17.020                 |                                                    | 0 – 1 0 – 2                               | 46' Arokodare 58' (pen.) Steuckers                          | Van Crombrugge El Ouahdi (78' Nkuba), Smets, Sadick, Kayembe Sattlberger (60' Bangoura), Hrošovský, Heynen Steuckers (78' Sor (87' Adedeji-Sternberg)), Arokodare (78' Oh), Bonsu Baah          | 69' Hrošovský 76' Arokodare                              |
| 3 november 2024 13:30 Cegeka Arena Genk Ref.: Lothar D'hondt Toeschouwers: 20.407                        | KRC Genk                                           | 2 – 0                                     | Antwerp                                                     | Van Crombrugge El Ouahdi, Smets, Sadick, Kayembe Bangoura, Hrošovský (90' Cuesta), Heynen Steuckers (90' Adedeji-Sternberg), Arokodare (73' Oh), Bonsu Baah (90' Karetsas)                      | 27' Smets 61' Sadick                                     |
| 3 november 2024 13:30 Cegeka Arena Genk Ref.: Lothar D'hondt Toeschouwers: 20.407                        | Hrošovský 45+1' Hrošovský 54'                      | 1 – 0 2 – 0                               |                                                             | Van Crombrugge El Ouahdi, Smets, Sadick, Kayembe Bangoura, Hrošovský (90' Cuesta), Heynen Steuckers (90' Adedeji-Sternberg), Arokodare (73' Oh), Bonsu Baah (90' Karetsas)                      | 27' Smets 61' Sadick                                     |
| 10 november 2024 18:30 Joseph Marienstadion Vorst Ref.: Erik Lambrechts Toeschouwers: 8.427              | Union Sint-Gillis                                  | 4 – 0                                     | KRC Genk                                                    | Van Crombrugge El Ouahdi, Smets, Sadick, Kayembe Bangoura (59' Karetsas), Hrošovský, Heynen Steuckers, Arokodare (82' Oh), Bonsu Baah (82' Adedeji-Sternberg)                                   | 51' Sadick 56' Heynen 57' Van Crombrugge 74' Arokodare   |
| 10 november 2024 18:30 Joseph Marienstadion Vorst Ref.: Erik Lambrechts Toeschouwers: 8.427              | Lapoussin 5' David 45+1' Sadiki 51' David 64'      | 1 – 0 2 – 0 3 – 0 4 – 0                   |                                                             | Van Crombrugge El Ouahdi, Smets, Sadick, Kayembe Bangoura (59' Karetsas), Hrošovský, Heynen Steuckers, Arokodare (82' Oh), Bonsu Baah (82' Adedeji-Sternberg)                                   | 51' Sadick 56' Heynen 57' Van Crombrugge 74' Arokodare   |
| 23 november 2024 20:45 Cegeka Arena Genk Ref.: Bram Van Driessche Toeschouwers: 15.914                   | KRC Genk                                           | 3 – 0                                     | Charleroi                                                   | Van Crombrugge El Ouahdi, Smets, Sadick, Kayembe Heynen , Karetsas (74' Hrošovský), Sattlberger (84' Bangoura) Steuckers (90+2' Sor), Arokodare (85' Oh), Bonsu Baah (85' Adedeji-Sternberg)    | 46' Sattlberger                                          |
| 23 november 2024 20:45 Cegeka Arena Genk Ref.: Bram Van Driessche Toeschouwers: 15.914                   | Arokodare 77' Steuckers 83' Adedeji-Sternberg 90'  | 1 – 0 2 – 0 3 – 0                         |                                                             | Van Crombrugge El Ouahdi, Smets, Sadick, Kayembe Heynen , Karetsas (74' Hrošovský), Sattlberger (84' Bangoura) Steuckers (90+2' Sor), Arokodare (85' Oh), Bonsu Baah (85' Adedeji-Sternberg)    | 46' Sattlberger                                          |
| Terugronde                                                                                               |                                                    |                                           |                                                             | |                                                          |
| 1 december 2024 13:30 Stayen Sint-Truiden Ref.: Erik Lambrechts Toeschouwers: 10.073                     | STVV                                               | 2 – 2                                     | KRC Genk                                                    | Van Crombrugge El Ouahdi (87' Oh), Smets, Sadick, Kayembe Heynen , Hrošovský (73' Karetsas), Sattlberger (74' Bangoura) Steuckers (74' Sor), Arokodare, Bonsu Baah                              | 45+5' Steuckers                                          |
| 1 december 2024 13:30 Stayen Sint-Truiden Ref.: Erik Lambrechts Toeschouwers: 10.073                     | Bertaccini 66' Bertaccini 77'                      | 0 – 1 1 – 1 2 – 1 2 – 2                   | 26' Arokodare 90+3' (e.d.) Kokubo                           | Van Crombrugge El Ouahdi (87' Oh), Smets, Sadick, Kayembe Heynen , Hrošovský (73' Karetsas), Sattlberger (74' Bangoura) Steuckers (74' Sor), Arokodare, Bonsu Baah                              | 45+5' Steuckers                                          |
| 7 december 2024 16:00 Cegeka Arena Genk Ref.: Simon Bourdeaud'hui Toeschouwers: 15.273                   | KRC Genk                                           | 3 – 2                                     | KV Kortrijk                                                 | Van Crombrugge Sadick, Smets, Cuesta (39' Kayembe) El Ouahdi (90+4' Kongolo), Sattlberger (46' Bangoura), Heynen , Adedeji-Sternberg Steuckers (82' Nkuba), Arokodare (82' Oh), Hrošovský       | 23' Cuesta 28' Sadick 54' Van Crombrugge 90+4' El Ouahdi |
| 7 december 2024 16:00 Cegeka Arena Genk Ref.: Simon Bourdeaud'hui Toeschouwers: 15.273                   | Hrošovský 41' Hrošovský 47' Adedeji-Sternberg 68'  | 0 – 1 1 – 1 2 – 1 3 – 1 3 – 2             | 4' Dewaele 90+1' Ambrose                                    | Van Crombrugge Sadick, Smets, Cuesta (39' Kayembe) El Ouahdi (90+4' Kongolo), Sattlberger (46' Bangoura), Heynen , Adedeji-Sternberg Steuckers (82' Nkuba), Arokodare (82' Oh), Hrošovský       | 23' Cuesta 28' Sadick 54' Van Crombrugge 90+4' El Ouahdi |
| 15 december 2024 13:30 Jan Breydelstadion Brugge Ref.: Jasper Vergoote Toeschouwers: 24.280              | Club Brugge                                        | 2 – 0                                     | KRC Genk                                                    | Van Crombrugge El Ouahdi, Sadick (82' Cuesta), Smets, Kayembe Sattlberger (75' Bangoura), Hrošovský (82' Karetsas), Heynen Steuckers (87' Oyen), Arokodare, Adedeji-Sternberg (82' Oh)          | 39' Sadick                                               |
| 15 december 2024 13:30 Jan Breydelstadion Brugge Ref.: Jasper Vergoote Toeschouwers: 24.280              | Mechele 77' Skov Olsen 86'                         | 1 – 0 2 – 0                               |                                                             | Van Crombrugge El Ouahdi, Sadick (82' Cuesta), Smets, Kayembe Sattlberger (75' Bangoura), Hrošovský (82' Karetsas), Heynen Steuckers (87' Oyen), Arokodare, Adedeji-Sternberg (82' Oh)          | 39' Sadick                                               |
| 22 december 2024 13:30 Cegeka Arena Genk Ref.: Jan Boterberg Toeschouwers: 21.685                        | KRC Genk                                           | 2 – 0                                     | Anderlecht                                                  | Van Crombrugge El Ouahdi, Cuesta, Smets, Kayembe Bangoura (88' Sattlberger), Karetsas (75' Hrošovský), Heynen Steuckers (90+3' Kongolo), Arokodare (87' Oh), Bonsu Baah (75' Adedeji-Sternberg) | 25' Cuesta                                               |
| 22 december 2024 13:30 Cegeka Arena Genk Ref.: Jan Boterberg Toeschouwers: 21.685                        | Arokodare 29' Karetsas 72'                         | 1 – 0 2 – 0                               |                                                             | Van Crombrugge El Ouahdi, Cuesta, Smets, Kayembe Bangoura (88' Sattlberger), Karetsas (75' Hrošovský), Heynen Steuckers (90+3' Kongolo), Arokodare (87' Oh), Bonsu Baah (75' Adedeji-Sternberg) | 25' Cuesta                                               |
| 26 december 2024 13:30 Bosuilstadion Antwerpen Ref.: Lothar D'hondt Toeschouwers: 17.400                 | Antwerp                                            | 2 – 2                                     | KRC Genk                                                    | Van Crombrugge El Ouahdi, Cuesta, Smets, Kayembe (57' Nkuba) Bangoura, Hrošovský (71' Karetsas), Heynen Steuckers, Arokodare (83' Oh), Adedeji-Sternberg (71' Bonsu Baah)                       | 62' Nkuba                                                |
| 26 december 2024 13:30 Bosuilstadion Antwerpen Ref.: Lothar D'hondt Toeschouwers: 17.400                 | Kerk 9' Kerk 32'                                   | 1 – 0 1 – 1 2 – 1 2 – 2                   | 12' Arokodare 51' Arokodare                                 | Van Crombrugge El Ouahdi, Cuesta, Smets, Kayembe (57' Nkuba) Bangoura, Hrošovský (71' Karetsas), Heynen Steuckers, Arokodare (83' Oh), Adedeji-Sternberg (71' Bonsu Baah)                       | 62' Nkuba                                                |
| 11 januari 2025 18:15 Cegeka Arena Genk Ref.: Bert Put Toeschouwers: 16.457                              | KRC Genk                                           | 2 – 0                                     | OH Leuven                                                   | Penders El Ouahdi, Sadick, Smets, Kayembe Karetsas (70' Bangoura), Sattlberger (20' Cuesta), Heynen Steuckers (90+1' Nkuba), Arokodare (69' Oh), Bonsu Baah (69' Adedeji-Sternberg)             | 6' Smets 87' Cuesta                                      |
| 11 januari 2025 18:15 Cegeka Arena Genk Ref.: Bert Put Toeschouwers: 16.457                              | Steuckers 48' (pen.) Oh 84' (pen.)                 | 1 – 0 2 – 0                               |                                                             | Penders El Ouahdi, Sadick, Smets, Kayembe Karetsas (70' Bangoura), Sattlberger (20' Cuesta), Heynen Steuckers (90+1' Nkuba), Arokodare (69' Oh), Bonsu Baah (69' Adedeji-Sternberg)             | 6' Smets 87' Cuesta                                      |
| 18 januari 2025 18:15 AFAS Stadion Achter de Kazerne Mechelen Ref.: Kevin Van Damme Toeschouwers: 13.487 | KV Mechelen                                        | 1 – 2                                     | KRC Genk                                                    | Penders Nkuba, Cuesta, Smets, El Ouahdi Sattlberger (73' Bangoura), Karetsas (83' Hrošovský), Heynen Steuckers, Oh (72' Arokodare), Adedeji-Sternberg (72' Bonsu Baah)                          | 62' Sattlberger                                          |
| 18 januari 2025 18:15 AFAS Stadion Achter de Kazerne Mechelen Ref.: Kevin Van Damme Toeschouwers: 13.487 | Raman 8'                                           | 1 – 0 1 – 1 1 – 2                         | 15' Karetsas 25' El Ouahdi                                  | Penders Nkuba, Cuesta, Smets, El Ouahdi Sattlberger (73' Bangoura), Karetsas (83' Hrošovský), Heynen Steuckers, Oh (72' Arokodare), Adedeji-Sternberg (72' Bonsu Baah)                          | 62' Sattlberger                                          |
| 25 januari 2025 16:00 't Kuipje Westerlo Ref.: Jan Boterberg Toeschouwers: 7.500                         | Westerlo                                           | 1 – 2                                     | KRC Genk                                                    | Penders El Ouahdi, Sadick, Smets, Kayembe Heynen , Hrošovský (82' Karetsas), Bangoura (62' Sattlberger) Steuckers (90+2' Nkuba), Arokodare (62' Oh), Bonsu Baah (82' Adedeji-Sternberg)         | 54' Bangoura 75' El Ouahdi 90+5' Nkuba                   |
| 25 januari 2025 16:00 't Kuipje Westerlo Ref.: Jan Boterberg Toeschouwers: 7.500                         | Sakamoto 87'                                       | 0 – 1 0 – 2 1 – 2                         | 18' El Ouahdi 30' Arokodare                                 | Penders El Ouahdi, Sadick, Smets, Kayembe Heynen , Hrošovský (82' Karetsas), Bangoura (62' Sattlberger) Steuckers (90+2' Nkuba), Arokodare (62' Oh), Bonsu Baah (82' Adedeji-Sternberg)         | 54' Bangoura 75' El Ouahdi 90+5' Nkuba                   |
| 1 februari 2025 20:45 Cegeka Arena Genk Ref.: Lothar D'hondt Toeschouwers: 16.356                        | KRC Genk                                           | 1 – 0                                     | Beerschot                                                   | Penders El Ouahdi (82' Nkuba), Sadick, Smets, Kayembe Bangoura, Karetsas (83' Oh), Heynen Steuckers, Arokodare, Bonsu Baah (82' Adedeji-Sternberg)                                              | 87' Heynen                                               |
| 1 februari 2025 20:45 Cegeka Arena Genk Ref.: Lothar D'hondt Toeschouwers: 16.356                        | Kayembe 30'                                        | 1 – 0                                     |                                                             | Penders El Ouahdi (82' Nkuba), Sadick, Smets, Kayembe Bangoura, Karetsas (83' Oh), Heynen Steuckers, Arokodare, Bonsu Baah (82' Adedeji-Sternberg)                                              | 87' Heynen                                               |
| 8 februari 2025 20:45 Cegeka Arena Genk Ref.: Kevin Van Damme Toeschouwers: 15.112                       | KRC Genk                                           | 2 – 1                                     | Cercle Brugge                                               | Penders Nkuba, Sadick, Smets, El Ouahdi (84' Kayembe) Heynen , Hrošovský (69' Bangoura), Sattlberger Steuckers (90+4' Karetsas), Oh (68' Arokodare), Adedeji-Sternberg (68' Bonsu Baah)         |                                                          |
| 8 februari 2025 20:45 Cegeka Arena Genk Ref.: Kevin Van Damme Toeschouwers: 15.112                       | Steuckers 18' (pen.) Oh 40'                        | 0 – 1 1 – 1 2 – 1                         | 10' Somers                                                  | Penders Nkuba, Sadick, Smets, El Ouahdi (84' Kayembe) Heynen , Hrošovský (69' Bangoura), Sattlberger Steuckers (90+4' Karetsas), Oh (68' Arokodare), Adedeji-Sternberg (68' Bonsu Baah)         |                                                          |
| 14 februari 2025 20:45 Maurice Dufrasnestadion Luik Ref.: Jan Boterberg Toeschouwers: 20.621             | Standard Luik                                      | 1 – 2                                     | KRC Genk                                                    | Penders El Ouahdi, Sadick, Smets, Kayembe Bangoura (83' Sattlberger), Karetsas (72' Hrošovský), Heynen Steuckers (90+1' Oyen), Arokodare (83' Oh), Bonsu Baah (83' Adedeji-Sternberg)           | 56' Bangoura 89' Penders 90+4' Penders                   |
| 14 februari 2025 20:45 Maurice Dufrasnestadion Luik Ref.: Jan Boterberg Toeschouwers: 20.621             | Eckert 90+9' (pen.)                                | 0 – 1 0 – 2 1 – 2                         | 35' Bonsu Baah 78' Arokodare                                | Penders El Ouahdi, Sadick, Smets, Kayembe Bangoura (83' Sattlberger), Karetsas (72' Hrošovský), Heynen Steuckers (90+1' Oyen), Arokodare (83' Oh), Bonsu Baah (83' Adedeji-Sternberg)           | 56' Bangoura 89' Penders 90+4' Penders                   |
| 23 februari 2025 16:00 Cegeka Arena Genk Ref.: Jasper Vergoote Toeschouwers: 19.865                      | KRC Genk                                           | 0 – 0                                     | AA Gent                                                     | Van Crombrugge El Ouahdi (89' Nkuba), Sadick, Smets, Kayembe Bangoura, Karetsas (69' Hrošovský), Heynen Steuckers (69' Adedeji-Sternberg), Arokodare (77' Oh), Bonsu Baah                       | 27' Smets 78' El Ouahdi                                  |
| 23 februari 2025 16:00 Cegeka Arena Genk Ref.: Jasper Vergoote Toeschouwers: 19.865                      |                                                    |                                           |                                                             | Van Crombrugge El Ouahdi (89' Nkuba), Sadick, Smets, Kayembe Bangoura, Karetsas (69' Hrošovský), Heynen Steuckers (69' Adedeji-Sternberg), Arokodare (77' Oh), Bonsu Baah                       | 27' Smets 78' El Ouahdi                                  |
| 28 februari 2025 20:45 Stade du Pays de Charleroi Charleroi Ref.: Nicolas Laforge Toeschouwers: 7.146    | Charleroi                                          | 1 – 1                                     | KRC Genk                                                    | Penders Nkuba, Sadick, Smets, Kayembe Bangoura, Hrošovský (90+4' Karetsas), Heynen Steuckers, Arokodare, Bonsu Baah (90+4' Adedeji-Sternberg)                                                   | 27' Smets                                                |
| 28 februari 2025 20:45 Stade du Pays de Charleroi Charleroi Ref.: Nicolas Laforge Toeschouwers: 7.146    | Heymans 89' (pen.)                                 | 0 – 1 1 – 1                               | 71' Arokodare                                               | Penders Nkuba, Sadick, Smets, Kayembe Bangoura, Hrošovský (90+4' Karetsas), Heynen Steuckers, Arokodare, Bonsu Baah (90+4' Adedeji-Sternberg)                                                   | 27' Smets                                                |
| 8 maart 2025 20:45 Dender Football Complex Denderleeuw Ref.: Wim Smet Toeschouwers: 4.010                | Dender EH                                          | 0 – 1                                     | KRC Genk                                                    | Penders El Ouahdi, Sadick, Smets, Kayembe Bangoura (85' Sattlberger), Hrošovský (71' Karetsas), Heynen Steuckers, Arokodare (85' Oh), Bonsu Baah (85' Adedeji-Sternberg)                        |                                                          |
| 8 maart 2025 20:45 Dender Football Complex Denderleeuw Ref.: Wim Smet Toeschouwers: 4.010                |                                                    | 0 – 1                                     | 90+10' (pen.) Oh                                            | Penders El Ouahdi, Sadick, Smets, Kayembe Bangoura (85' Sattlberger), Hrošovský (71' Karetsas), Heynen Steuckers, Arokodare (85' Oh), Bonsu Baah (85' Adedeji-Sternberg)                        |                                                          |
| 15 maart 2025 20:45 Cegeka Arena Genk Ref.: Jasper Vergoote Toeschouwers: 18.560                         | KRC Genk                                           | 2 – 1                                     | Union Sint-Gillis                                           | Penders El Ouahdi, Sadick, Smets, Kayembe Bangoura (21' Sattlberger), Karetsas (81' Hrošovský), Heynen Steuckers (90+4' Sor), Arokodare (81' Oh), Bonsu Baah (81' Adedeji-Sternberg)            | 54' Heynen                                               |
| 15 maart 2025 20:45 Cegeka Arena Genk Ref.: Jasper Vergoote Toeschouwers: 18.560                         | Arokodare 69' Oh 83'                               | 1 – 0 2 – 0 2 – 1                         | 89' El Hadj                                                 | Penders El Ouahdi, Sadick, Smets, Kayembe Bangoura (21' Sattlberger), Karetsas (81' Hrošovský), Heynen Steuckers (90+4' Sor), Arokodare (81' Oh), Bonsu Baah (81' Adedeji-Sternberg)            | 54' Heynen                                               |

(1): Deze wedstrijd stond oorspronkelijk gepland in het weekend van 23 augustus, maar werd uitgesteld omwille van de kwalificatiewedstrijd van Anderlecht voor de Europa League op 22 augustus.

#### Overzicht
| Speeldag  | 1  | 2  | 3 | 4 | 5  | 6  | 7  | 8  | 9  | 10 | 11 | 12 | 13 | 14 | 15 | 16 | 17 | 18 | 19 | 20 | 21 | 22 | 23 | 24 | 25 | 26 | 27 | 28 | 29 | 30 |
| --------- | -- | -- | - | - | -- | -- | -- | -- | -- | -- | -- | -- | -- | -- | -- | -- | -- | -- | -- | -- | -- | -- | -- | -- | -- | -- | -- | -- | -- | -- |
| Resultaat | g  | v  | w | w | w  | w  | w  | w  | w  | v  | w  | w  | w  | v  | w  | g  | w  | v  | w  | g  | w  | w  | w  | w  | w  | w  | g  | g  | w  | w  |
| Punten    | 1  | 1  | 4 | 7 | 16 | 10 | 13 | 19 | 22 | 22 | 25 | 28 | 31 | 31 | 34 | 35 | 38 | 38 | 41 | 42 | 45 | 48 | 51 | 54 | 57 | 60 | 61 | 62 | 65 | 68 |
| Positie   | 11 | 13 | 9 | 5 | 1  | 5  | 2  | 1  | 1  | 1  | 1  | 1  | 1  | 1  | 1  | 1  | 1  | 1  | 1  | 1  | 1  | 1  | 1  | 1  | 1  | 1  | 1  | 1  | 1  | 1  |

### Champions' play-off

#### Wedstrijden
| Champions' play-off                                                                      |                                            |                               |                                                               | |                                                        |
| Wedstrijddetails                                                                         | Thuisploeg                                 | Uitslag                       | Uitploeg                                                      | Opstelling | Kaarten                                                |
| Heenronde                                                                                |                                            |                               |                                                               | |                                                        |
| 30 maart 2025 18:30 Cegeka Arena Genk Ref.: Jan Boterberg Toeschouwers: 20.248           | KRC Genk                                   | 4 – 0                         | AA Gent                                                       | Penders El Ouahdi (86' Nkuba), Sadick, Smets, Kayembe Bangoura, Karetsas (71' Adedeji-Sternberg), Heynen Steuckers (71' Hrošovský), Arokodare (70' Oh), Bonsu Baah (89' Sor)       | 36' Karetsas                                           |
| 30 maart 2025 18:30 Cegeka Arena Genk Ref.: Jan Boterberg Toeschouwers: 20.248           | Karetsas 38' Arokodare 50' Oh 88' Oh 90+1' | 1 – 0 2 – 0 3 – 0 4 – 0       |                                                               | Penders El Ouahdi (86' Nkuba), Sadick, Smets, Kayembe Bangoura, Karetsas (71' Adedeji-Sternberg), Heynen Steuckers (71' Hrošovský), Arokodare (70' Oh), Bonsu Baah (89' Sor)       | 36' Karetsas                                           |
| 6 april 2025 18:30 Lotto Park Anderlecht Ref.: Erik Lambrechts Toeschouwers: 21.900      | Anderlecht                                 | 1 – 2                         | KRC Genk                                                      | Penders El Ouahdi, Sadick, Smets, Kayembe Sattlberger (90+3' Bangoura), Karetsas (76' Sor), Heynen Bonsu Baah (90+5' Nkuba), Arokodare (76' Oh), Adedeji-Sternberg (76' Hrošovský) | 90' Sadick 90+3' Sattlberger                           |
| 6 april 2025 18:30 Lotto Park Anderlecht Ref.: Erik Lambrechts Toeschouwers: 21.900      | Huerta 78'                                 | 0 – 1 1 – 1 1 – 2             | 32' Kayembe 84' El Ouahdi                                     | Penders El Ouahdi, Sadick, Smets, Kayembe Sattlberger (90+3' Bangoura), Karetsas (76' Sor), Heynen Bonsu Baah (90+5' Nkuba), Arokodare (76' Oh), Adedeji-Sternberg (76' Hrošovský) | 90' Sadick 90+3' Sattlberger                           |
| 13 april 2025 18:30 Jan Breydelstadion Brugge Ref.: Nicolas Laforge Toeschouwers: 25.600 | Club Brugge                                | 1 – 0                         | KRC Genk                                                      | Penders El Ouahdi, Sadick, Smets, Kayembe Bangoura (68' Sattlberger), Hrošovský (68' Karetsas), Heynen Bonsu Baah, Arokodare (76' Oh), Adedeji-Sternberg (68' Sor)                 | 79' Heynen 83' Sattlberger 90+1' Sadick 90+1' Kayembe  |
| 13 april 2025 18:30 Jan Breydelstadion Brugge Ref.: Nicolas Laforge Toeschouwers: 25.600 | De Cuyper 90+2' (pen.)                     | 1 – 0                         |                                                               | Penders El Ouahdi, Sadick, Smets, Kayembe Bangoura (68' Sattlberger), Hrošovský (68' Karetsas), Heynen Bonsu Baah, Arokodare (76' Oh), Adedeji-Sternberg (68' Sor)                 | 79' Heynen 83' Sattlberger 90+1' Sadick 90+1' Kayembe  |
| 20 april 2025 16:00 Cegeka Arena Genk Ref.: Jasper Vergoote Toeschouwers: 20.100         | KRC Genk                                   | 1 – 2                         | Union Sint-Gillis                                             | Penders El Ouahdi, Sadick, Smets, Kayembe (67' Medina) Bangoura, Karetsas (67' Oh), Heynen Steuckers (85' Sor), Arokodare, Bonsu Baah (84' Adedeji-Sternberg)                      | 40' El Ouahdi                                          |
| 20 april 2025 16:00 Cegeka Arena Genk Ref.: Jasper Vergoote Toeschouwers: 20.100         | Arokodare 90+3'                            | 0 – 1 0 – 2 1 – 2             | 42' (pen.) David 50' David                                    | Penders El Ouahdi, Sadick, Smets, Kayembe (67' Medina) Bangoura, Karetsas (67' Oh), Heynen Steuckers (85' Sor), Arokodare, Bonsu Baah (84' Adedeji-Sternberg)                      | 40' El Ouahdi                                          |
| 23 april 2025 20:30 Bosuilstadion Antwerpen Ref.: Lawrence Visser Toeschouwers: 12.188   | Antwerp                                    | 1 – 1                         | KRC Genk                                                      | Penders El Ouahdi, Sadick, Smets, Kayembe Sattlberger, Hrošovský (72' Karetsas), Heynen Steuckers (88' Sor), Arokodare (89' Oh), Bonsu Baah (72' Adedeji-Sternberg)                |                                                        |
| 23 april 2025 20:30 Bosuilstadion Antwerpen Ref.: Lawrence Visser Toeschouwers: 12.188   | Balikwisha 61'                             | 1 – 0 1 – 1                   | 71' Arokodare                                                 | Penders El Ouahdi, Sadick, Smets, Kayembe Sattlberger, Hrošovský (72' Karetsas), Heynen Steuckers (88' Sor), Arokodare (89' Oh), Bonsu Baah (72' Adedeji-Sternberg)                |                                                        |
| Terugronde                                                                               |                                            |                               |                                                               | |                                                        |
| 27 april 2025 16:00 Cegeka Arena Genk Ref.: Jan Boterberg Toeschouwers: 20.161           | KRC Genk                                   | 0 – 1                         | Antwerp                                                       | Penders El Ouahdi (83' Nkuba), Sadick, Smets, Kayembe (64' Medina) Bangoura (83' Sor), Karetsas (64' Oh), Heynen Steuckers, Arokodare, Bonsu Baah (64' Adedeji-Sternberg)          | 37' Kayembe                                            |
| 27 april 2025 16:00 Cegeka Arena Genk Ref.: Jan Boterberg Toeschouwers: 20.161           |                                            | 0 – 1                         | 35' (pen.) Chery                                              | Penders El Ouahdi (83' Nkuba), Sadick, Smets, Kayembe (64' Medina) Bangoura (83' Sor), Karetsas (64' Oh), Heynen Steuckers, Arokodare, Bonsu Baah (64' Adedeji-Sternberg)          | 37' Kayembe                                            |
| 3 mei 2025 20:45 Joseph Marienstadion Vorst Ref.: Bram Van Driessche Toeschouwers: 8.431 | Union Sint-Gillis                          | 1 – 0                         | KRC Genk                                                      | Penders El Ouahdi, Sadick, Smets, Kayembe Bangoura, Hrošovský (87' Karetsas), Heynen Steuckers (87' Sor), Arokodare, Bonsu Baah (87' Adedeji-Sternberg)                            | 43' Bangoura 51' Bangoura 90+2' El Ouahdi 90+5' Heynen |
| 3 mei 2025 20:45 Joseph Marienstadion Vorst Ref.: Bram Van Driessche Toeschouwers: 8.431 | Burgess 67'                                | 1 – 0                         |                                                               | Penders El Ouahdi, Sadick, Smets, Kayembe Bangoura, Hrošovský (87' Karetsas), Heynen Steuckers (87' Sor), Arokodare, Bonsu Baah (87' Adedeji-Sternberg)                            | 43' Bangoura 51' Bangoura 90+2' El Ouahdi 90+5' Heynen |
| 11 mei 2025 18:30 Cegeka Arena Genk Ref.: Lawrence Visser Toeschouwers: 20.101           | KRC Genk                                   | 0 – 2                         | Club Brugge                                                   | Penders El Ouahdi, Sadick, Smets, Kayembe Sattlberger (46' Kongolo), Hrošovský, Heynen Steuckers (76' Adedeji-Sternberg), Arokodare (76' Oh), Bonsu Baah (76' Sor)                 | 40' Smets 73' Bonsu Baah 82' Heynen                    |
| 11 mei 2025 18:30 Cegeka Arena Genk Ref.: Lawrence Visser Toeschouwers: 20.101           |                                            | 0 – 1 0 – 2                   | 32' Vetlesen 66' Jutglà                                       | Penders El Ouahdi, Sadick, Smets, Kayembe Sattlberger (46' Kongolo), Hrošovský, Heynen Steuckers (76' Adedeji-Sternberg), Arokodare (76' Oh), Bonsu Baah (76' Sor)                 | 40' Smets 73' Bonsu Baah 82' Heynen                    |
| 18 mei 2025 18:30 Planet Group arena Gent Ref.: Jan Boterberg Toeschouwers: 12.434       | AA Gent                                    | 1 – 4                         | KRC Genk                                                      | Penders Nkuba, Sadick (90' Palacios), Kongolo, Medina (71' Kayembe) Sattlberger, Karetsas (90' Claes), Hrošovský Sor (71' Bonsu Baah), Oh (71' Arokodare), Adedeji-Sternberg       |                                                        |
| 18 mei 2025 18:30 Planet Group arena Gent Ref.: Jan Boterberg Toeschouwers: 12.434       | Vanzeir 9'                                 | 1 – 0 1 – 1 1 – 2 1 – 3 1 – 4 | 32' Sor 45' (e.d.) Soumah 70' Adedeji-Sternberg 88' Arokodare | Penders Nkuba, Sadick (90' Palacios), Kongolo, Medina (71' Kayembe) Sattlberger, Karetsas (90' Claes), Hrošovský Sor (71' Bonsu Baah), Oh (71' Arokodare), Adedeji-Sternberg       |                                                        |
| 25 mei 2025 18:30 Cegeka Arena Genk Ref.: Bram Van Driessche Toeschouwers: 17.189        | KRC Genk                                   | 2 – 1                         | Anderlecht                                                    | Penders El Ouahdi (76' Nkuba), Sadick, Smets, Kayembe Sattlberger, Karetsas (84' Kongolo), Hrošovský Steuckers (68' Adedeji-Sternberg), Arokodare (76' Oh), Bonsu Baah (76' Sor)   |                                                        |
| 25 mei 2025 18:30 Cegeka Arena Genk Ref.: Bram Van Driessche Toeschouwers: 17.189        | El Ouahdi 21' El Ouahdi 51'                | 0 – 1 1 – 1 2 – 1             | 19' Verschaeren                                               | Penders El Ouahdi (76' Nkuba), Sadick, Smets, Kayembe Sattlberger, Karetsas (84' Kongolo), Hrošovský Steuckers (68' Adedeji-Sternberg), Arokodare (76' Oh), Bonsu Baah (76' Sor)   |                                                        |

#### Overzicht
| Speeldag  | 1  | 2  | 3  | 4  | 5  | 6  | 7  | 8  | 9  | 10 |
| --------- | -- | -- | -- | -- | -- | -- | -- | -- | -- | -- |
| Resultaat | w  | w  | v  | v  | g  | v  | v  | v  | w  | w  |
| Punten    | 37 | 40 | 40 | 40 | 41 | 41 | 41 | 41 | 44 | 47 |
| Positie   | 1  | 1  | 1  | 2  | 3  | 3  | 3  | 3  | 3  | 3  |

## Beker van België
| Beker van België                                                                           |                               |                         |                                                   | |                                            |
| Wedstrijddetails                                                                           | Thuisploeg                    | Uitslag                 | Uitploeg                                          | Opstelling | Kaarten                                    |
| 1/16de finale                                                                              |                               |                         |                                                   | |                                            |
| 30 oktober 2024 20:00 Freethielstadion Beveren Ref.: Ken Vermeiren Toeschouwers: 3.600     | SK Beveren (1B)               | 0 – 2                   | KRC Genk                                          | Penders Nkuba, Smets, Cuesta, Kayembe (90+4' Kongolo) Bangoura, Karetsas (90+4' Palacios), Hrošovský Steuckers, Oh (85' Arokodare), Adedeji-Sternberg (85' Bonsu Baah)               | 80' Oh 90' Nkuba                           |
| 30 oktober 2024 20:00 Freethielstadion Beveren Ref.: Ken Vermeiren Toeschouwers: 3.600     |                               | 0 – 1 0 – 2             | 66' (pen.) Oh 90' Steuckers                       | Penders Nkuba, Smets, Cuesta, Kayembe (90+4' Kongolo) Bangoura, Karetsas (90+4' Palacios), Hrošovský Steuckers, Oh (85' Arokodare), Adedeji-Sternberg (85' Bonsu Baah)               | 80' Oh 90' Nkuba                           |
| Achtste finale                                                                             |                               |                         |                                                   | |                                            |
| 4 december 2024 20:30 Cegeka Arena Genk Ref.: Nicolas Laforge Toeschouwers: 11.116         | KRC Genk                      | 2 – 1 (n.v.)            | Standard Luik                                     | Penders Nkuba (82' El Ouahdi), Smets, Cuesta, Kayembe Heynen (118' Sadick), Karetsas (68' Sattlberger), Bangoura (68' Hrošovský) Steuckers, Oh (69' Arokodare), Bonsu Baah           | 34' Karetsas 49' Bangoura 118' Sattlberger |
| 4 december 2024 20:30 Cegeka Arena Genk Ref.: Nicolas Laforge Toeschouwers: 11.116         | Arokodare 72' Hrošovský 115'  | 0 – 1 1 – 1 2 – 1       | 65' Zeqiri                                        | Penders Nkuba (82' El Ouahdi), Smets, Cuesta, Kayembe Heynen (118' Sadick), Karetsas (68' Sattlberger), Bangoura (68' Hrošovský) Steuckers, Oh (69' Arokodare), Bonsu Baah           | 34' Karetsas 49' Bangoura 118' Sattlberger |
| Kwartfinale                                                                                |                               |                         |                                                   | |                                            |
| 7 januari 2025 20:45 Stayen Sint-Truiden Ref.: Nathan Verboomen Toeschouwers: 8.500        | STVV                          | 0 – 4                   | KRC Genk                                          | Penders Nkuba, Sadick, Smets, El Ouahdi Bangoura, Hrošovský (78' Karetsas), Heynen (90' Sattlberger) Steuckers (78' Adedeji-Sternberg), Oh (78' Arokodare), Bonsu Baah (86' Oyen)    | 3' Nkuba 69' El Ouahdi                     |
| 7 januari 2025 20:45 Stayen Sint-Truiden Ref.: Nathan Verboomen Toeschouwers: 8.500        |                               | 0 – 1 0 – 2 0 – 3 0 – 4 | 30' Oh 52' Oh 63' El Ouahdi 81' Adedeji-Sternberg | Penders Nkuba, Sadick, Smets, El Ouahdi Bangoura, Hrošovský (78' Karetsas), Heynen (90' Sattlberger) Steuckers (78' Adedeji-Sternberg), Oh (78' Arokodare), Bonsu Baah (86' Oyen)    | 3' Nkuba 69' El Ouahdi                     |
| Halve finale                                                                               |                               |                         |                                                   | |                                            |
| 15 januari 2025 20:45 Jan Breydelstadion Brugge Ref.: Lawrence Visser Toeschouwers: 17.268 | Club Brugge                   | 2 – 1                   | KRC Genk                                          | Penders El Ouahdi, Sadick (76' Cuesta), Smets, Kayembe Bangoura, Hrošovský (75' Karetsas), Heynen Steuckers, Arokodare (75' Oh), Bonsu Baah (75' Adedeji-Sternberg)                  | 30' Sadick 35' Bonsu Baah 40' Bangoura     |
| 15 januari 2025 20:45 Jan Breydelstadion Brugge Ref.: Lawrence Visser Toeschouwers: 17.268 | Ordóñez 34' Tzolis 74' (pen.) | 0 – 1 1 – 1 2 – 1       | 28' Arokodare                                     | Penders El Ouahdi, Sadick (76' Cuesta), Smets, Kayembe Bangoura, Hrošovský (75' Karetsas), Heynen Steuckers, Arokodare (75' Oh), Bonsu Baah (75' Adedeji-Sternberg)                  | 30' Sadick 35' Bonsu Baah 40' Bangoura     |
| 5 februari 2025 20:45 Cegeka Arena Genk Ref.: Nicolas Laforge Toeschouwers: 21.061         | KRC Genk                      | 1 – 1 (2 – 3)           | Club Brugge                                       | Penders El Ouahdi, Sadick, Smets, Kayembe (77' Nkuba) Bangoura (84' Hrošovský), Karetsas (77' Oh), Heynen Steuckers (89' Sattlberger), Arokodare, Bonsu Baah (77' Adedeji-Sternberg) | 79' Nkuba 85' Sadick                       |
| 5 februari 2025 20:45 Cegeka Arena Genk Ref.: Nicolas Laforge Toeschouwers: 21.061         | El Ouahdi 14'                 | 1 – 0 1 – 1             | 24' Ordóñez                                       | Penders El Ouahdi, Sadick, Smets, Kayembe (77' Nkuba) Bangoura (84' Hrošovský), Karetsas (77' Oh), Heynen Steuckers (89' Sattlberger), Arokodare, Bonsu Baah (77' Adedeji-Sternberg) | 79' Nkuba 85' Sadick                       |

1988/89 · 1989/90 · 1990/91 · 1991/92 · 1992/93 · 1993/94 · 1994/95 · 1995/96 · 1996/97 · 1997/98 · 1998/99 · 1999/00 · 2000/01 · 2001/02 · 2002/03 · 2003/04 · 2004/05 · 2005/06 · 2006/07 · 2007/08 · 2008/09 · 2009/10 · 2010/11 · 2011/12 · 2012/13 · 2013/14 · 2014/15 · 2015/16 · 2016/17 · 2017/18 · 2018/19 · 2019/20 · 2020/21 · 2021/22 · 2022/23 · 2023/24 · 2024/25